# Скотовате
Скотовате (рос. Б. Скотовата) — балка (річка) в Україні у Василівському районі Запорізької області. Ліва притока Карачокрак (басейн Дніпра).

## Опис
Довжина балки приблизно 4,85 км, найкоротша відстань між витоком і гирлом — 3,32 км, коефіцієнт звивистості річки — 1,46. На деяких ділянках балка пересихає.

## Розташування
Бере початок у західній частині міста Василівка. Тече переважно на північний схід і в північно-західній частині міста впадає в річку Карачокрак, ліву притоку Дніпра (Каховське водосховище).

## Цікаві факти
- Біля гирла балку перетинає автошлях Р37[2] (автомобільний шлях регіонального значення на території України. Проходить територією Запорізької області через Енергодар — Василівку. Загальна довжина — 70,7 км).